# Samoa variabilis
Samoa variabilis is een hooiwagen uit de familie Samoidae.